# Relator
Die Bezeichnung Relator wird in der Sprachwissenschaft in verschiedenen Bedeutungen verwendet, um Ausdrücke zusammenzufassen, die eine Relation bezeichnen, also ein Verhältnis zwischen zwei Sachen ausdrücken. Die Bezeichnung Relator kommt in einem weiten Sinn vor, in dem sie jede Art von relationaler Bedeutung umfasst, aber auch in einem engeren Sinn, in dem dann nur Funktionswörter mit verknüpfender Funktion gemeint sind (vor allem Konjunktionen und Präpositionen).

## Relator im weiten Sinn
Unter dem Aspekt, dass Ausdrücke Relationen bezeichnen, lassen sich Gemeinsamkeiten sehr unterschiedlicher Wortarten aufweisen. Zum Beispiel kann die Bedeutung des Verbs „schreiben“ als eine Relation zwischen Subjekt und Objekt (bzw. dem was diese bezeichnen) beschrieben werden:
```
Herr Schneider 
schreibt
 einen Leserbrief
Relation: 
schreiben (x, y)

x ist „Schreiber“, y das „Geschriebene“
```

In paralleler Weise wird durch die unterordnende Konjunktion „weil“ eine Relation zwischen zwei Sätzen (Propositionen, hier symbolisiert als p und q) ausgedrückt:
```
Weil
 er sich über einen Artikel geärgert hat (=
p
), schreibt er einen Leserbrief (=
q
)
Relation: 
weil (p, q)

p ist „Ursache / Auslöser“, q ist die „Folge“. 
```

In dieser Verwendung ist „Relator“ also ein Begriff, der über Inhaltswörter und Funktionswörter verallgemeinert.
Statt des Verbs können auch die oben angedeuteten semantischen Rollen „Schreiber“ (bzw. verallgemeinert: „Agens“) und „Geschriebenes“ (verallgemeinert: „Thema“) als die eigentlichen Relatoren beschrieben werden; sie würden dann eine Relation zwischen dem Individuum und dem Ereignis ausdrücken (in der Darstellung einer Ereignissemantik). Die Relation „Agens“ besagt dann: „x ist das Agens von e (dem Schreib-Ereignis)“.
In der letzteren Version ist der Relator Teil der Analyse gewesen, nicht Teil des Satzes. Diese Version führt aber auf Ausdrücke, die gleichartige Relationen im Satz sichtbar machen, etwa Orts-Präpositionen:
```
Gustav sitzt im Glashaus
• Verb als Relator: 
sitzen-in
 (
Gustav, Glashaus
)
• Präposition „in“ als Relator: ORT(
sitzen, Glashaus
)
```

In dieser weiten Version des Begriffes wird die Präposition also „Relator“ genannt, weil sie genauso wie Inhaltswörter (etwa Verben) eine Relation bezeichnet. Das Gegenteil von Relator ist dann ein Wort, das logisch einstellig ist, also absolute oder, bei Substantiven, sortale Begriffe.

## Relator im engeren Sinn
Manche Autoren benutzen „Relator“ in einem engeren Sinn. Lehmann & Stolz schreiben beispielsweise:

„Ein Relator ist ein Zeichen, das zwei Leerstellen hat. Freilich wird man nicht alle bivalenten Zeichen, z.B. die transitiven Verben, Relatoren nennen. Hinzukommen muß noch der funktionale Gesichtspunkt, daß die Eigenbedeutung eines solchen Elements hinter seinem relationalen Potential zurücktritt bzw., anders ausgedrückt, daß es ein grammatisches Element ist.“

Auch innerhalb dieser engeren Lesart gibt es noch uneinheitliche Verwendungen der Bezeichnung, etwa darin ob insgesamt die Wortarten Präposition und Konjunktion zusammengefasst werden sollen, oder ob nur asymmetrische Relationen gemeint sein sollen (so Lehmann & Stolz, die Relatoren von symmetrischen „Konnektoren“ wie und abgrenzen), oder nur Wörter, die sich weder eindeutig als Präpositionen noch Konjunktionen einordnen lassen etc.